# Dietrich I. (Metz)
Dietrich I. († 18. Juli 984) war Bischof von Metz von 964 bis 984. In der römisch-katholischen Kirche wird er als Seliger verehrt.

## Leben und Wirken
Dietrich wurde als Sohn des Grafen Everhard Saxo von Hamaland und dessen Frau Amalrada geboren und in Halberstadt erzogen.
Nach dem Tod des Bischofs Adalbert, eines Sohnes des Pfalzgrafen Wigerich, wurde Dietrich, ein Vetter Ottos I., Verwalter des Bistums Metz und später auf Betreiben des Erzbischofs Brun von Köln, eines Bruders Ottos I., Nachfolger Adalberts. Er wurde am 5. März 965 zum Bischof von Metz geweiht. Nach dem Zeugnis zeitgenössischer Schriftsteller war Dietrich eine „Leuchte, die ihr Licht über alle Zweige des menschlichen Wissens ergoss“ (studiorum omnium lux). Er war Freund und Ratgeber Bruns und begleitete ihn auf dessen Reise nach Compiègne. Brun starb unterwegs in Reims in den Armen seines Freundes. Seit dem Tod Brunos stand Dietrich als einer der einflussreichsten Ratgeber Ottos I., in naher Beziehung zum Hof und war deshalb häufig längere Zeit von Metz abwesend, so dass er seinem Bistum keine besonders große Sorgfalt zu widmen vermochte.
968 gründete er die Abtei St. Vincent und erwies sich als Gönner verschiedener Kirchen und Klöster. 962 begleitete er Otto nach Italien, wohnte dessen Krönungsfeier bei und erhielt später den ehrenvollen Auftrag, die griechische Kaisernichte Theophanu, um die der Kaiser von Rom aus für seinen Sohn geworben hatte, an der Küste Italiens zu empfangen. Nach Ottos I. Tod erhielt Dietrich dieselbe einflussreiche Stellung am Hof Ottos II. Nach glücklicher Beendigung des Krieges mit König Lothar von Frankreich kam Otto II. nach Metz und ließ sich dort feierlich zum König von Lothringen krönen. 981 begleitete Dietrich den Kaiser nach Italien und leistete ihm nach der unglücklichen Schlacht in Kalabrien nicht unerhebliche Dienste.
Dietrich war auch als Schriftsteller tätig. Von seinen Reisen nach Italien hatte er Reliquien verschiedener Heiligen mitgebracht, deren Lebensbeschreibungen er verfasste: diese sind jedoch nicht mehr erhalten.